# Ерехтей
Ерехтей (на гръцки: Ἐρεχθεύς – „тресящ“), Ерехтей II е митичен цар на град Атина, почитан в града, като божество и наричан Посейдон Ерихтейски.
Той е представян в древногръцката митология като основател на Атина; според някои митове е основал града наново, след големия всемирен потоп, предполагаемо станал по времето на цар Кекропс (Кекропс I). Последният, както и Ерихтоний (Ерехтей I) и Актей също имат славата на основатели на Древна Атина и първи владетели на Атика. В негова чест атиняните са се наричат и „Ерехтеиди“ – синове на Ерехтей.

## Митология

### Смесване на Ерехтей, Ерихтоний и Кекропс
В резултат на вековното ѝ напластяване в условията на постепенно развитие на обществата и религията, в митологията често има по няколко версии за един и същ герой, включително допускащи смесвания на личности и различни анахронизми. Пример за това е ранната митологическа история на Древна Гърция, в която заради множеството независими полиси и липсата на създаваща единна норма столица са се натрупали много значителни вариации в мрежата от вярвания и предания относно различни легендарни персонажи и събития. В някои случаи, както е и с легендите за атинските царски родове, конкретизацията на тези предания се случва едва в по-късен момент от историята ѝ.
До Класическата епоха Ерехтей и Ерихтоний се неразличими. През 5 век пр.н.е. драматурзите разделят образа на две и обособяват единия и другия в трагедиите си. В центъра на драматическото действие е жертвоприношението на собствената дъщеря, но то невинаги става умишлено, както в популярния мотив за гибел на девойка с цел победа във война или избавянето на селището от беда. По-разпространена е версията, че Кекропс е първият цар, който основава града и е съдник в спора между божествата Атина и Посейдон за името и закрилника му. Той отсъжда победата на Атина. На него се приписва и поверяването на Ерехтей/Ерихтоний, роден от (богинята на) Земята, т.е. автохтонен (αὐτόχθων „местен, коренен“, от αὐτο− + χθων „земя, почва“) на дъщерите на Кекропс (известни като „Божествените Кекропиди“ и почитани, като богини на утринната роса) – Херза, Пандроза и Аглавра. Те танцуват хоро, водено от Хермес, а Пан им свири на флейта. Детето е поставено в кошница, а богинята забранява на момичетата да отварят капака ѝ. Те обаче, обзети от любопитство, го правят и виждат дете, около което има увит змей/змия – животното ги удушава или те са обзети от лудост при вида му и се хвърлят от скалата на Акропола.

### Ерехтей I
За раждането на Ерехтей от Гея (Майката Земя) се разказва, че причината за него е похотта на Хефест към богинята Атина. Тя го посещава в ковачницата му, за да поиска да ѝ изкове някакво оръжие, но възбуденият от нея бог я задиря, а след оказа ѝ я подгонва в опит да я изнасили. Понеже е куц, тя успява да му се изплъзне, но спермата му попада върху нея. Погнусена, тя се избърсва с вълнен парцал, който захвърля на земята, която в резултат зачева и ражда Ерихтоний/Ерехтей (името се получава от ἐρόι – вълна и χθόνιος – земен), приличащ и на човек, и на змия (каквито елементи, според легендата изграждат тялото и на Кекропс). Това може би е начин да се изрази връзката на Атина, която го отглежда и споделя светилището си с него, с древните атински царе и с плодородната земя. Раждането от земята и змийското тяло са белези за хтоничен култ (посветен на земно/подземно божество), който е съществувал в дълбока древност.

### Ерехтей II, цар на Атина
Ерехтей II e син на цар Пандион I и Зевксипа и внук на Ерихтоний (Ерехтей I). За писателите и поетите от V век пр.н.е. той е несъмнено историческа личност, един от древните атически царе – или пряк наследник на Кекропс, или четвърто поколение след него. Според Псевдо-Аполодор, Ерехтей II има брат-близнак Бут и двамата братя разделят властта, наследена от баща си, така: Ерехтей II получава властта да управлява града, а Бут – властта над религиозните култове. Бут се жени за племенницата си Хтония (дъщеря на Ерехтей II от жена му Пракситея). Сестри на Хтония са Протогенея, Пандора, Меропа, Прокрида, Креуза и Орития; а нейни братя са Кекропс, Пандорос, Метион, Евпаламос, Теспий и Орней:с. 172 – 4. Зет на Ерехтей е Йон, чиито четирима синове дават имената на атическите фили (родови общини).
Ликург Атински от IV в. пр.н.е. е жрец на храма на Посейдон-Ерехтей, член на благородното семейство (евпатриди) Етеобутади, който играе видна роля в Атина в продължение на дванадесет години след Битката при Херонея през 338 г. пр.н.е.. В речта му против Леократ (дезертьор от битката при Херонея) е приведена една от най-ранните версии на легендата за войната на Атина със съседната Елевзина и за саможертвата на една от дъщерите на Ерехтей II: по време на царуването му в Атика нахлува Евмолп, предвождащ тракийска войска. Ерехтей II се допитва до Оракула в Делфи как да надвие нашествениците и получава пророчество, че ако той и жена му принесат в жертва поне една от дъщерите си Прокрида, Орития и Креуза (или всичките) – атиняните ще спечелят битката. Благодарение на това Евмолп е победен и убит от Ерехтей II. Заради това царят е обожествен и почитан на Акропола като бог, обаче за отмъщение е убит от бог Посейдон, баща на Евмолп. Описвайки тези събития Еврипид пише трагедията „Ерехтей“, поставена на сцената на Театъра на Дионис под Акропола, като някои автори предполагат, че представлението е синхронизирано с построяването на Ерехтейона.

## Ерехтей и Ерехтейонът
Храмът Ерехтейон е най-свещеното място на Акропола в Атина. Там атиняни почитат едновременно Атина, Посейдон и Ерехтей. В Ерехтейона се намират соленият извор на Посейдон (наричан още „морето на Ерехтей“), образувал се според преданието след като богът ударил с тризъбеца си скалата, маслиновото дърво, поникнало от удара с копието на Атина Палада и гробът на Ерехтей, а според някои версии – на Кекропс. Съжителството на трите култа отразява протеклия процес на промени в религиозната система на населението.